# Grimmareds socken
Grimmareds socken i Västergötland ingick i Marks härad, ingår sedan 1971 i Varbergs kommun i Hallands län och motsvarar från 2016 Grimmareds distrikt.
Socknens areal är 31,00 kvadratkilometer varav 29,40 land. År 2000 fanns här 228 invånare.  Kyrkbyn Grimmared med sockenkyrkan Grimmareds kyrka ligger i socknen.   

## Administrativ historik
Socknen har medeltida ursprung.
Vid kommunreformen 1862 övergick socknens ansvar för de kyrkliga frågorna till Grimmareds församling och för de borgerliga frågorna bildades Grimmareds landskommun. Landskommunen uppgick 1952 i Kungsäters landskommun som 1971 uppgick i Varbergs kommun samtidigt som länstillhörigheten övergick till Hallands län. Församlingen uppgick 2006 i Kungsäters församling som 2012 uppgick i Veddige-Kungsäters församling..
1 januari 2016 inrättades distriktet Grimmared, med samma omfattning som församlingen hade 1999/2000.  
Socknen har tillhört län, fögderier, tingslag och domsagor enligt vad som beskrivs i artikeln Marks härad.

## Geografi
Grimmareds socken ligger nordost om Varberg med Viskan i nordväst. Socknen har odlingsbygd i två smala ådalar som omges av branta bergspartier med sjöar.

## Fornlämningar
Lösfynd från stenåldern är funna. Från bronsåldern finns gravrösen och stensättningar. Från järnåldern finns gravar.

## Namnet
Namnet skrevs 1435 Grimarydha och kommer från kyrkbyn. Efterleden är ryd, 'röjning'. Förleden kan innehålla ett mansnamn, Grime.

## Befolkningsutveckling
| Befolkningsutvecklingen i Grimmareds socken 1810–1990                                                   | Befolkningsutvecklingen i Grimmareds socken 1810–1990 | Befolkningsutvecklingen i Grimmareds socken 1810–1990 | Befolkningsutvecklingen i Grimmareds socken 1810–1990 | Befolkningsutvecklingen i Grimmareds socken 1810–1990 |
| --- | ----------------------------------------------------- | ----------------------------------------------------- | ----------------------------------------------------- | ----------------------------------------------------- |
| |                                                       |                                                       |                                                       |                                                       |
| År |                                                       |                                                       | Folkmängd                                             |                                                       |
| 1810 | 1810                                                  |                                                       | 497                                                   |                                                       |
| 1820 | 1820                                                  |                                                       | 526                                                   |                                                       |
| 1830 | 1830                                                  |                                                       | 645                                                   |                                                       |
| 1840 | 1840                                                  |                                                       | 715                                                   |                                                       |
| 1850 | 1850                                                  |                                                       | 762                                                   |                                                       |
| 1860 | 1860                                                  |                                                       | 841                                                   |                                                       |
| 1870 | 1870                                                  |                                                       | 801                                                   |                                                       |
| 1880 | 1880                                                  |                                                       | 678                                                   |                                                       |
| 1890 | 1890                                                  |                                                       | 586                                                   |                                                       |
| 1900 | 1900                                                  |                                                       | 529                                                   |                                                       |
| 1910 | 1910                                                  |                                                       | 462                                                   |                                                       |
| 1920 | 1920                                                  |                                                       | 443                                                   |                                                       |
| 1930 | 1930                                                  |                                                       | 370                                                   |                                                       |
| 1940 | 1940                                                  |                                                       | 394                                                   |                                                       |
| 1950 | 1950                                                  |                                                       | 334                                                   |                                                       |
| 1960 | 1960                                                  |                                                       | 277                                                   |                                                       |
| 1970 | 1970                                                  |                                                       | 242                                                   |                                                       |
| 1980 | 1980                                                  |                                                       | 251                                                   |                                                       |
| 1990 | 1990                                                  |                                                       | 231                                                   |                                                       |
| Anm: Källor: Umeå universitet - Tabellverket 1749-1859, Demografiska databasen, CEDAR, Umeå universitet |                                                       |                                                       |                                                       |                                                       |